# Neogea
Neogea Levi, 1983 è un genere di ragni appartenente alla famiglia Araneidae.

## Etimologia
Il nome deriva dal greco νέος, nèos, cioè nuovo, recente, giovane, e dal genere affine Gea.

## Distribuzione
Le tre specie oggi note di questo genere sono state reperite in Asia sudorientale, Asia meridionale, Nuova Guinea e Cina: la specie dall'areale più vasto è la N. nocticolor, rinvenuta in varie località della zona compresa fra l'India e Sumatra.

## Tassonomia
Per la determinazione delle caratteristiche di questo genere sono stati esaminati gli esemplari tipo di Araneus egregius Kulczynski, 1911 in un lavoro di Levi del 1983.
Dal 1999 non sono stati esaminati esemplari di questo genere.
A marzo 2014, si compone di tre specie:
- Neogea egregia (Kulczyński, 1911)[2] - Nuova Guinea
- Neogea nocticolor (Thorell, 1887) - dall'India a Sumatra
- Neogea yunnanensis (Yin et al., 1990) - Cina